# Purity
Purity é uma canção da banda  americana Slipknot, tirada do álbum Slipknot (álbum). A letra foi escrita quando o vocalista da banda, Corey Taylor, se deparou com a história de uma garota de 20 anos chamada Ariadne Purity Knight, que supostamente havia sido raptada pelo ex-namorado ou algum homem obsessivo por ela; enterrada viva e falecendo asfixiada, dias depois. 
Porém, Taylor não sabia que a história era fictícia - o site Crime Scene, de onde a mesma se originou, é um site interativo com histórias de crimes fictícios, onde os internautas são convidados a atuar como detetives, analisando as "provas" apresentadas e apresentando suas teorias para resolução dos casos. Meses após o lançamento do álbum, os donos da história descobriram a música e ameaçaram processar a banda, já que Corey não queria brigas, o CD foi relançando sem a faixa em dezembro de 1999.